# Casus belli
Casus belli (din limba latină, „justificarea unui act de război”, „motiv de război”) este un termen din dreptul internațional. Este motivația juridică a începerii unui război de către un stat împotriva unui alt stat.
În ciuda unei aparente vechimi conferită de folosirea limbii latine, expresia nu a fost folosită în mod curent până pe la sfârșitul secolului al XIX-lea, odată cu apariția doctrinei jus ad bellum (a dreptului de a declara război). Folosirea neoficială variază dincolo de definiția sa tehnică, pentru a desemna orice "cauză îndreptățită" pe care o națiune o poate invoca pentru a intra într-un conflict armat. Casus belli a fost folosit pentru a descrie în mod retroactiv situații apărute în istorie înaintea momentului în care a început folosirea pe scară largă a expresiei, situații în care războiul nu a fost declarat în mod oficial.
În mod oficial, un guvern ar trebui să-și prezinte motivele pentru care vrea să declare război, ca și intențiile de a declanșa conflictul și modalitățile de a-l evita. Guvernul respectiv ar trebui să demonstreze ca este decis să declare război doar în ultimă instanță ("ultima ratio") și este îndreptățit să acționeze în acest mod, având o "cauză justă" – "casus belli".